# در سنگرها بی‌خدایی نیست
در سنگرها بی‌خدایی نیست، یک ضرب‌المثل است (به انگلیسی: There are no atheists in foxholes) به این مفهوم که افراد [بی‌اعتقاد] هم در شرایط سخت، ترس و فشار زیاد مثل جنگ، به باور به خدا یا امید به نیروی بالاتر چنگ می‌زنند.

## ریشه
منشأ ضرب‌المثل مشخص نیست. گفته شده، روحانی ارتش آمریکا، ویلیام تی. کامینگز در خطبه خود در نبرد بتان در ۱۹۴۲ از آن استفاده کرده‌است. سایر منابع، سرهنگ دوم وارن جی. کلیر یا سرهنگ دوم ویلیام کیسی را اولین کسانی می‌دانند که این اصطلاح را باب نمودند؛ ولی این اصطلاح اغلب به خبرنگار جنگ، ارنی پایل نسبت داده شده‌است. همچنین به صورت نقل قول توسط پرزیدنت دوایت آیزنهاور در برنامه‌ای در ۷ فوریه ۱۹۵۴ اظهار شده‌است.

## کاربرد
با وجود اینکه این اصطلاح معمولاً برای تجربیات جنگی سربازان به‌کار رفته‌است، به عنوان کلام قصار در شرایط دیگر هم استفاده شده‌است. هرچند این ضرب‌المثل گاهی برای تجربه تغییر دین سربازان زیر بار آتش به کار می‌رود، به‌طور معمول‌تر بیان‌گر اعتقاد گوینده به اینکه همه انسان‌ها در جستجوی یک قدرت الهی در شرایط سخت هستند است. این ضرب‌المثل در موارد دیگر، برای تجربیات متفاوت برخی سربازان استفاده شده که در شرایط مرگ و خشونت شدید وجود خدا را به پرسش می‌گیرند.
این نقل قول کاربردهای غیرنظامی هم داشته‌است. برای مثال در سپتامبر ۲۰۰۸، حین بحران مالی ۲۰۱۰–۲۰۰۷، بن برنانکی و پل کروگمن نسخه دیگری از نقل قول را رواج دادند که در مورد بحران اقتصادی بود. آنها از جفری فرانکل، استاد دانشگاه هاروارد نقل قول کردند که «اگر بی‌خدایی در سنگرها نیست، لیبرترینی هم در شرایط سخت نیست.»